# オッローリ
オッローリ（イタリア語: Orroli）は、イタリア共和国サルデーニャ州南サルデーニャ県にある、人口約2,200人の基礎自治体（コムーネ）。

## 地理

### 位置・広がり

#### 隣接コムーネ
隣接するコムーネは以下の通り。
- エスカラプラーノ
- エステルツィーリ
- ゴーニ
- ヌッリ
- シウルグス・ドニガーラ